# Culex caudelli
Culex caudelli är en tvåvingeart som först beskrevs av Dyar och Frederick Knab 1906.  Culex caudelli ingår i släktet Culex och familjen stickmyggor. Inga underarter finns listade i Catalogue of Life.